# Édouard Louis
Édouard Louis nascut com a Eddy Bellegueule; (Picardia, 30 d'octubre de 1992) és un escriptor francès.

## Biografia
Édouard Louis, nascut amb el nom d'Eddy Bellegueule, va néixer i créixer al nord de França, on s'ambienta la seva primera novel·la Adéu a l'Eddy Bellegueule.
Louis va créixer en el si d'una família pobra sostinguda amb ajuts del govern: el seu pare era un treballador de fàbrica desocupat i la seva mare es guanyava la vida temporalment cuidant ancians. La pobresa, el racisme i l'alcoholisme amb el qual es va enfrontar durant la seva infantesa, prevalent en la seva classe social, esdevindria el tema de la seva obra literària.
Va ser el primer de la seva família en anar a la universitat, i el 2011 va ser admès a l'École Normale Supérieure de París. El 2013 va canviar oficialment el seu nom per Édouard Louis.
El mateix any, va editar l'obra col·lectiva, Pierre Bourdieu. L'insoumission en héritage, publicada per Presses universitaires de France, el qual analitza la influència de Pierre Bourdieu en el pensament crític i l'emancipació política. Va amb la mateixa editorial que va concebre Des Mots, una sèrie de textos sobre les humanitats i les ciències socials, el primer del qual va presentar assajos de Georges Didi-Huberman i Didier Eribon.
El gener de 2014, amb 21 anys, va publicar En finir avec Eddy Bellegueule, una novel·la autobiogràfica traduïda al català com a Adéu a l'Eddy Bellegueule per Anna Casassas Figueras amb Salamandra (2015). El llibre va rebre una gran atenció dels mitjans de comunicació de quantitat gran i va ser aplaudit pel seu mèrit literari i història absorbent.
La novel·la també va alimentar el debat i controvèrsia sobre la percepció de la classe treballadora. El llibre va ser un dels més venuts a França, amb més de 200.000 còpies en els mesos següents de la seva presentació, i s'ha traduït a 20 llengües. Didier Eribon va parlar de l'«enorme gesta» del llibre i Le Monde i Les Inrocks van elogiar Louis com «un gran escriptor que recorda Thomas Bernhard», mentre que Xavier Dolan va destacar «l'autenticitat inconfusible dels diàlegs, com si Édouard Louis hagués escrit sempre».

## Estil i influències
L'obra d'Édouard Louis manté una fina connexió amb la sociologia: la presència de Pierre Bourdieu impregna Adéu a l'Eddy Bellegueule, que evoca els temes de l'exclusió social, la dominació i la pobresa. La influència de William Faulkner també hi reval; l'estil de Louis es caracteritza per la superposició en la mateixa frase de diversos nivells de llenguatge i col·loca la llengua vernacla popular al centre de la seva escriptura. L'autor afirma que, amb el llenguatge popular, vol utilitza la violència com a tema literari: «Vull que la violència tingui un espai literari, com Marguerite Duras va fer de la bogeria o Claude Simon, de la guerra».
La principal influència de Louis ve del sociòleg francès Didier Eribon, autor del llibre Retour à Reims, que Louis assegura que va marcar un punt d'inflexió per al seu futur com a escriptor.

## Obra publicada
Novel·la
- En finir avec Eddy Bellegueule. ISBN 9782021117707 Traduït al català com a Adéu a l'Eddy Bellegueule per Anna Casassas Figueras amb Salamandra (2015).
- Histoire de la violence.  Le Seuil, 2016. ISBN 2021177785.. Traduït al català com a Història de la violència.
- Qui a tué mon père, Éditions du Seuil, 2018. Traduït al català com a Qui va matar el meu pare.
- Combats et métamorphoses d'une femme, Éditions du Seuil, 2021. Traduït al català com a Lluites i metamorfosis d'una dona.
- Changer : méthode, Éditions du Seuil, 2021

No-ficció
- Pierre Bourdieu. L'insoumission en héritage, Édouard Louis (editor), Annie Ernaux, Didier Eribon, Arlette Farge, Frédéric Lordon, Geoffroy de Lagasnerie i Frédéric Lebaron, (Presses Universitaires de France, 2013; ISBN 978-2-13-061935-2)
- Foucault contre lui-même: François Caillat (editor), Édouard Louis (director), amb Geoffroy de Lagasnerie, Arlette Farge, Didier Eribon, (Presses Universitaires de France, 2014; ISBN 978-2-13-063289-4)